# Neckarau

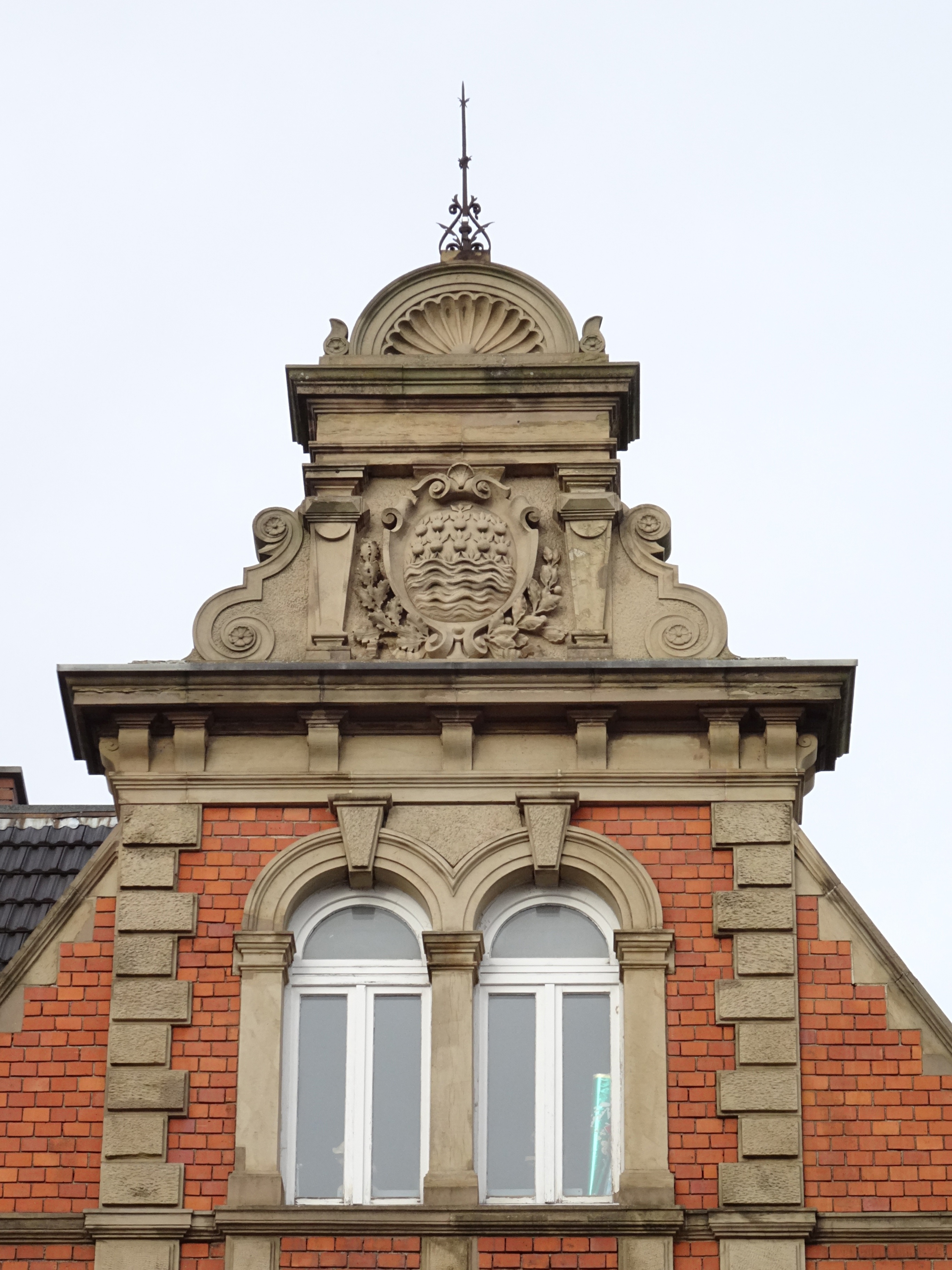
Giebel des Neckarauer Rathauses mit dem Wappen von Neckarau

Neckarau (mannemerisch: Neggara [nɛga.rɑː]) ist ein Stadtteil von Mannheim im Rhein-Neckar-Dreieck. Darüber hinaus bezeichnet Neckarau den Stadtbezirk, in dem der Stadtteil liegt.

## Geografie

### Stadtbezirk
Der Stadtbezirk Neckarau liegt im Südwesten Mannheims direkt am Rhein. Er umfasst den Stadtteil Neckarau sowie die Stadtteile Almenhof und Niederfeld. Angrenzende Stadtbezirke sind Lindenhof, Neuhermsheim und Rheinau. Auf der gegenüberliegenden Rheinseite liegen die rheinland-pfälzischen Kommunen Ludwigshafen und Altrip.

### Stadtteil
Der Stadtteil Neckarau, Teil des Stadtbezirks Neckarau, wird im Nordwesten durch die Rheingoldstraße vom Stadtteil Niederfeld, sowie durch Rottfeldstraße und Voltastraße vom Stadtteil Almenhof abgegrenzt. Im Nordosten verläuft die Stadtteilgrenze zu Neuhermsheim etwa in der Mitte des Rangierbahnhofs. Im Osten grenzt Neckarau entlang der B 38a an den Bezirk Mallau, im Südosten an den Bezirk Casterfeld des Stadtteils Rheinau und im Süden an die Gemeinde Altrip jenseits des Rheins. In westlicher Richtung endet Neckarau im Waldpark kurz vor dem Strandbad, das zum Niederfeld gehört.
Der Stadtteil Neckarau gliedert sich in 4 Statistische Bezirke: Neckarau-Nordost, Neckarau-Südost, Neckarau-Süd und Neckarau-Mitte.

## Namensursprung

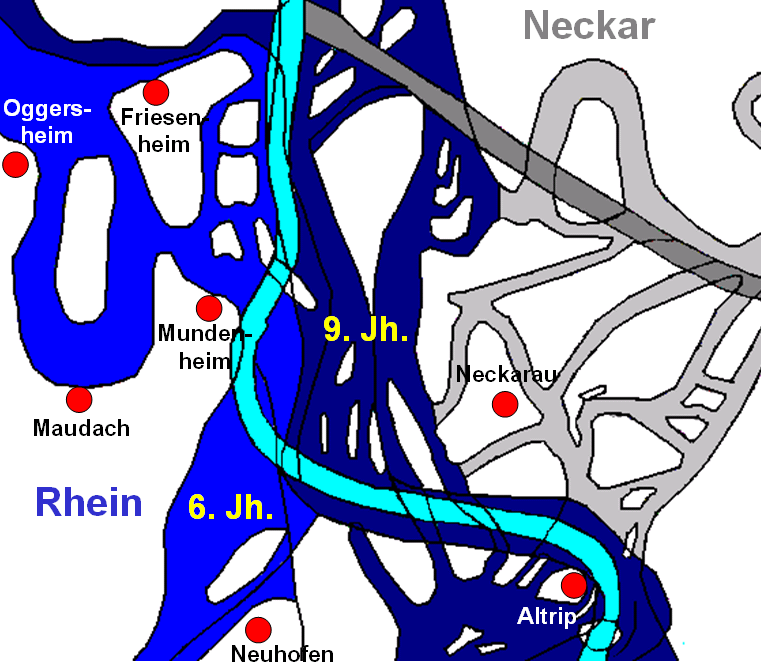
Historische Mündungen

Neckarau liegt zwar näher am Rhein als am Neckar, dennoch war der Neckar namensgebend. Dieser mündete – im Gegensatz zu heute – zur Zeit der Karolinger hier in den Rhein. Der Ort Neckarau befand sich auf einer Insel innerhalb des Mündungsdeltas. Aufgrund der Lage war Neckarau regelmäßig in der Gefahr, von Hochwassern überschwemmt zu werden. Ende des 13. Jahrhunderts verlegte der Neckar seinen Hauptarm nördlich der Mannheimer Innenstadt.

## Geschichte
Im Jahr 368 befand sich der Burgus des Kastells Alta Ripa (Altrip) auf der heutigen Neckarauer Gemarkung. 871 wurde Neckarau als „Naucrauia“ erstmals urkundlich erwähnt. 1212 schenkte Kaiser Friedrich II. Neckarau dem Bischof von Worms. Nach längeren Streitigkeiten gelangte der Ort aber 1284 an die Kurpfalz.
Um das Jahr 1278 veränderte der Neckar seinen Lauf und mündet seitdem nördlich der Stadt in den Rhein.
 In der Folge wurde das benachbarte Dorf Hermsheim aufgelassen und die Einwohner zogen nach Neckarau. Es hatte südwestlich des heutigen Autobahnkreuzes Mannheim im „Kloppenheimer Feld“ gelegen. Gewannnamen wie „Bei der (Hermsheimer) Kirche“ deuten noch darauf hin.
Im 15. Jahrhundert war Neckarau wegen der idealen Lage am Rhein als Handelsplatz begehrt und wurde zu einem der größten und reichsten Dörfern der Region. 1496 kam Neckarau zum kurpfälzischen Oberamt Heidelberg. 1577 gab es 101 Haushalte. Im Jahr 1689 während des Pfälzischen Erbfolgekriegs wurde Neckarau zerstört. 1817 lebten schließlich 1.253 Einwohner in dem Ort. In der zweiten Hälfte des 19. Jahrhunderts siedelten sich auch aufgrund der angrenzenden Bahnstrecke Mannheim-Karlsruhe viele Industriebetriebe hier an. 1899 wurde Neckarau – als damals größtes badisches Dorf – zu Mannheim eingemeindet. Die Wohnbebauung im Almenhof begann nach dem Ersten Weltkrieg, die des Niederfelds nach dem Zweiten Weltkrieg.
| Jahr      | 1439 | 1777 | 1817 | 1834 | 1898 | 2007  | 2009  | 2014  |
| --------- | ---- | ---- | ---- | ---- | ---- | ----- | ----- | ----- |
| Einwohner | 455  | 755  | 1253 | 1459 | 8700 | 31557 | 31099 | 29647 |

## Politik, Verwaltung

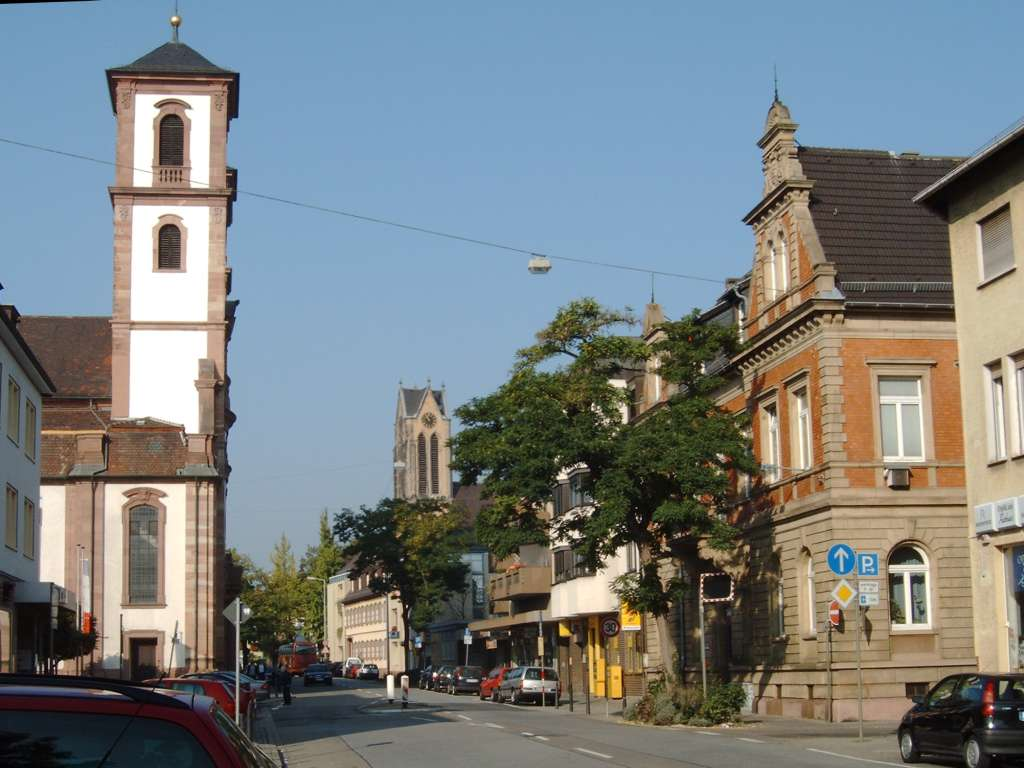
Rheingoldstraße mit St.-Jakobus-Kirche, Matthäuskirche und Rathaus (v.l.)

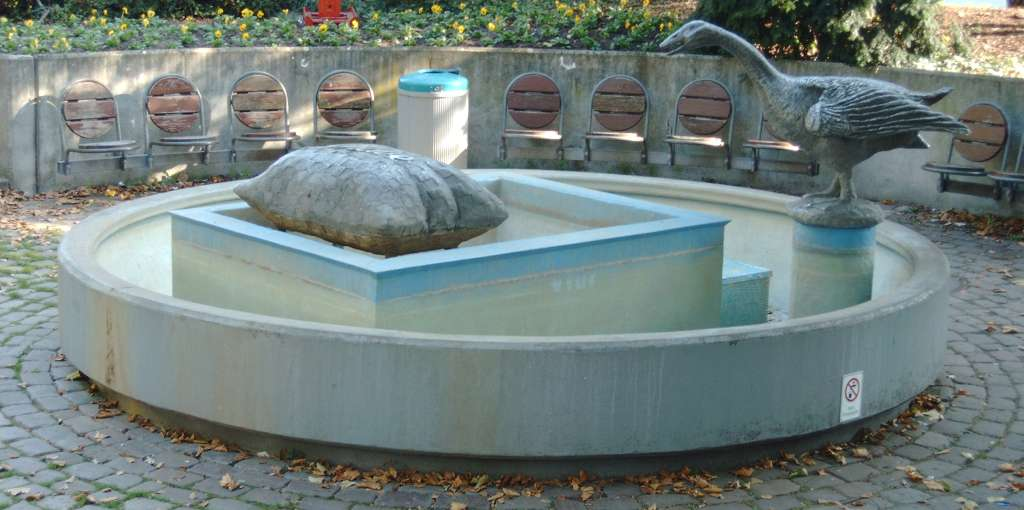
Pilwebrunnen auf dem Marktplatz

Nach der Hauptsatzung der Stadt Mannheim hat der Stadtbezirk einen Bezirksbeirat, dem 14 dort wohnende Bürger angehören, die der Gemeinderat entsprechend dem Abstimmungsergebnis der Gemeinderatswahl bestellt. Sie sind zu wichtigen Angelegenheiten, die den Stadtbezirk betreffen, zu hören und beraten die örtliche Verwaltung sowie Ausschüsse des Gemeinderats.
| Partei           | 2014 | 2009 | 2004 | 1999 | 1994 |
| ---------------- | ---- | ---- | ---- | ---- | ---- |
| CDU              | 4    | 4    | 5    | 7    | 5    |
| SPD              | 4    | 4    | 4    | 4    | 4    |
| GRÜNE            | 3    | 2    | 2    | 1    | 2    |
| Mannheimer Liste | 1    | 1    | 1    | 0    | 1    |
| FDP              | 1    | 1    | 0    | 0    | 0    |
| Linke            | 1    | -    | -    | -    | -    |
| AfD              | 1    | -    | -    | -    | -    |

Als einer der elf äußeren Stadtbezirke besitzt Neckarau ein Gemeindesekretariat, dem örtliche Verwaltungsaufgaben obliegen.

### Wappen
Das Wappen entwickelte sich aus dem Gerichtssiegel, das sich bis ins Jahr 1520 nachweisen lässt. Es zeigt unten die Wellen des Neckars und oben die Pflanzenreihe einer Aue.

## Kultur und Sehenswürdigkeiten

### Bauwerke
Stadtbildprägend sind die beiden Kirchengebäude, die katholische St.-Jakobus-Kirche, deren 100-jähriges Bestehen 2007 gefeiert wurde, und die evangelische Matthäuskirche. Beide Kirchengemeinden sind tragende Säulen im Leben Neckaraus: Durch Gottesdienste und zahlreiche Veranstaltungen für alle Altersgruppen geben sie Impulse zum täglichen Leben, spenden Raum für Besinnliches und Kulturelles und bieten vielerlei Anlässe zur Begegnung und zum Feiern.
Aber auch der Industriestandort Neckarau prägt das Stadtbild. 1921 wurde hier das Großkraftwerk am Rhein gebaut. Seit den späten achtziger Jahren erfährt der alte Industriestandort Neckarau einen Wandlungsprozess, im Rahmen dessen ein neuer Industriepark entstanden ist.

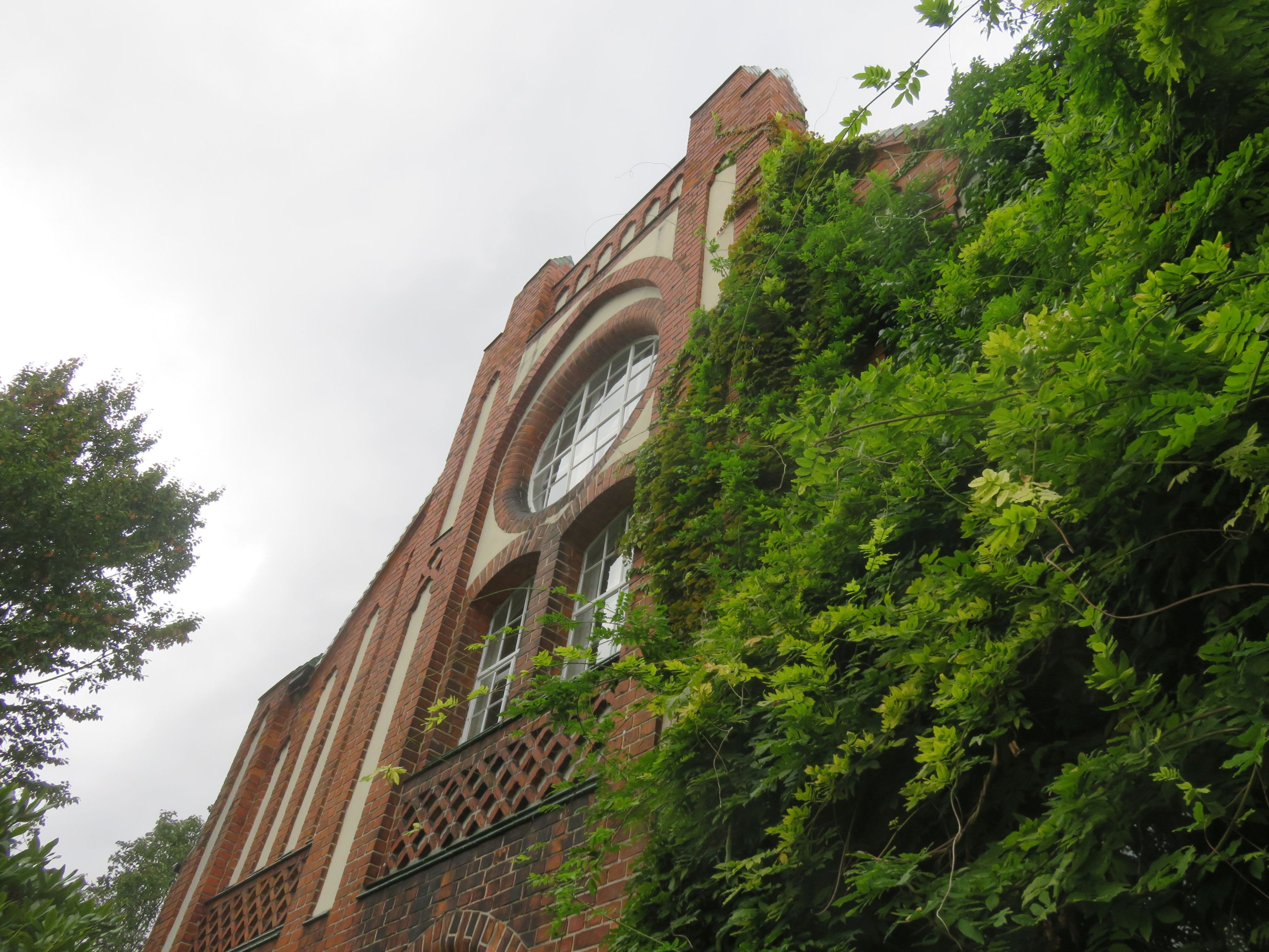
Der Maler Dietmar Brixy arbeitet und lebt im Alten Pumpwerk (2020)

Das 1903 errichtete und bereits 1986 stillgelegte neugotische Alte Pumpwerk ist ein an Norddeutschland erinnernder eklektizistischer Klinkerbau, bei dem die technische Innenausstattung komplett erhalten werden konnte. Es wurde ab 2001 vom Mannheimer Künstler Dietmar Brixy restauriert, seitdem wird das Gebäude von Maler Brixy als Atelier, Schauraum und Wohnhaus genutzt. Es ist ein technisches Kulturdenkmal und wurde von der Denkmalstiftung Baden-Württemberg zum „Denkmal des Monats Februar 2004“ ernannt.

### Erholung
Im Ortskern zwischen Neckarau und Almenhof befindet sich der August-Bebel-Park. Im Stadtteil Almenhof gibt es den von Bäumen umsäumten 48er-Sportplatz, der von vielen Menschen genutzt wird.
In der Rheinschleife liegt der Waldpark mit den Naturschutzgebieten „Silberpappel“ und „Reißinsel“. Südlich der Reißinsel im Waldpark befindet sich das Mannheimer Strandbad.
An den Waldpark grenzt das Aufeld mit seinen Kleingärten und Wiesen an. In diesem Bereich haben zahlreiche Vereine ihre Sportanlagen.

### Freizeit
In der Nähe des Großkraftwerks befindet sich ein Hallenbad. Für den Sommer bietet der Stollenwörthweiher zwei Freibäder.
Sehr beliebt ist in den Sommermonaten das im Waldpark befindliche Strandbad. Ebenfalls in der Nähe des Waldparks befindet sich die Anlage der Reitgemeinschaft Mannheim-Neckarau. Neckarau beheimatet viele kleinere Cafés und Restaurants. Im ehemaligen Industriekomplex Alte Seilerei befindet sich seit 2012 das Rhein Neckar Theater. Bemerkenswert ist zudem das bürgerschaftliche Engagement in Neckarau. Es gibt sehr viele Vereine, die alle in der Interessengemeinschaft Neckarauer Vereine organisiert sind und Leben in den Stadtteil bringen.

## Wirtschaft und Infrastruktur

### Unternehmen

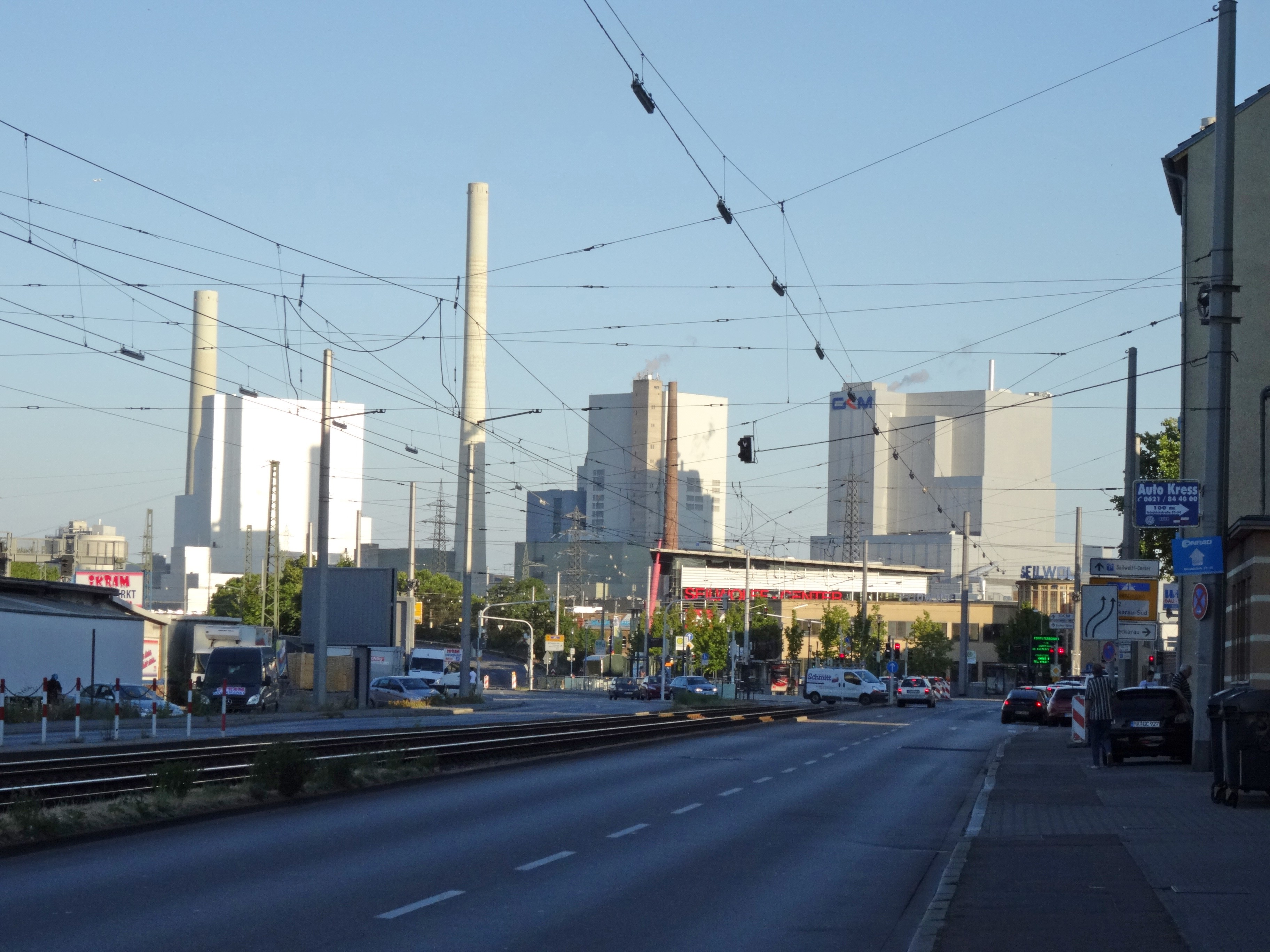
Neckarauer Straße mit Großkraftwerk, Blocks 9, 7, 8

In Neckarau ist das Grosskraftwerk Mannheim ansässig. Weitere historisch bedeutsame Firmen sind Kabel und Draht (Südkabel) und ehemals die Joseph Vögele AG, Seilwolff sowie Rheinische Gummi- und Celluloid-Fabrik mit ihren Schildkröt-Puppen. Auch die Baktat International, eine Unternehmensgruppe des Lebensmittelhandels, hat ihren Hauptsitz in Mannheim-Neckarau.
Von 2011 bis 2015 betrieb Juan Amador das mit drei Michelin-Sternen bewertete Restaurant „Amador“ auf dem ehemaligen Schildkröt-Fabrikgelände.

### Verkehr

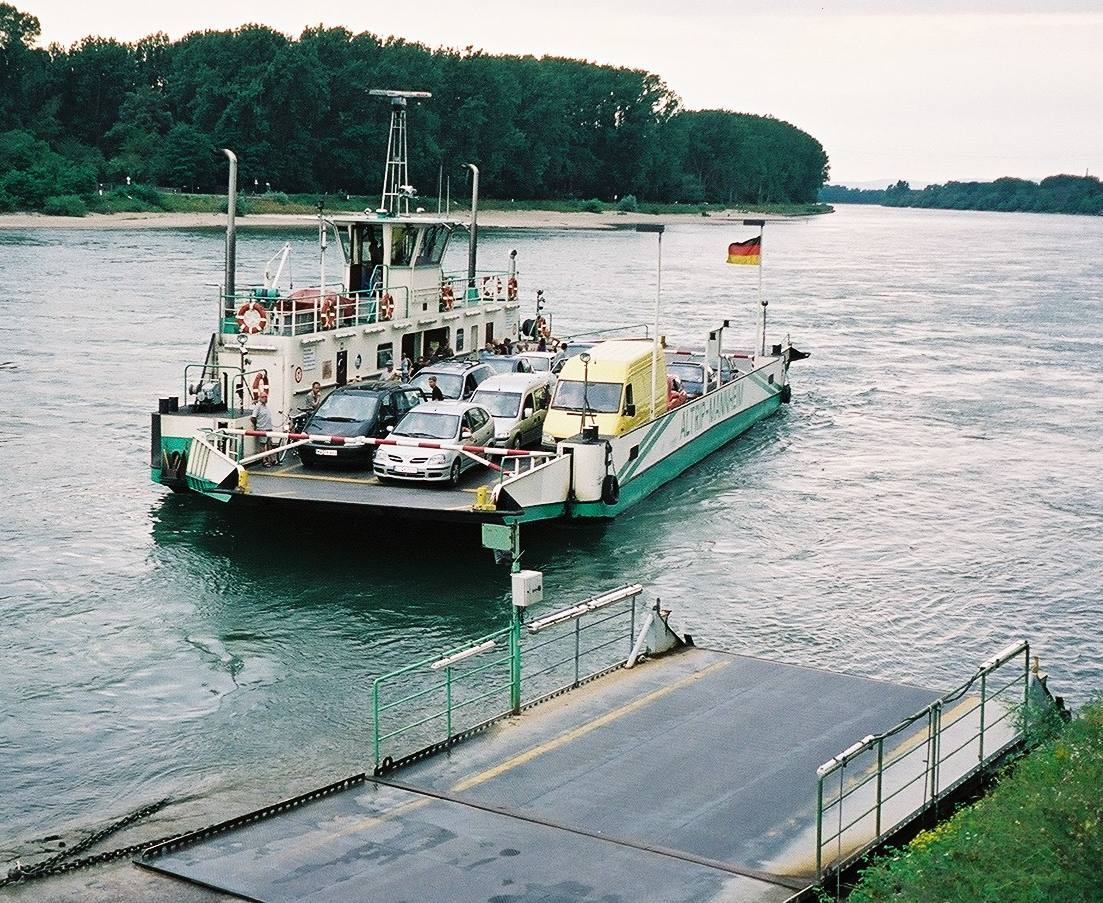
Altriper Fähre

Den ÖPNV betreibt die RNV mit den Stadtbahnlinien 1, 3 und 8. Hinzu kommen mehrere Buslinien. Der Haltepunkt Neckarau wird seit Dezember 2020 von der Linie S9 der S-Bahn RheinNeckar bedient. In Zukunft ist vorgesehen, die Bahnsteige Richtung Südosten zu verlegen. Damit soll ein leichtes Umsteigen zwischen Stadtbus, Stadtbahn und S-Bahn erreicht werden.
Der Nachbarort Altrip ist über die Rheinfähre Altrip–Mannheim zu erreichen, über die eine Kleinbuslinie fährt. Eine Linie der Busverkehr Rhein-Neckar GmbH verbindet Mannheim mit Brühl, Ketsch und Schwetzingen über Neckarau und Rheinau.
Die vierspurig ausgebaute B 36 stellt die Verbindung in die Innenstadt sowie in der anderen Richtung zu den Autobahnen A 6 und A 656 her.

### Medien
Die Tageszeitung Mannheimer Morgen berichtet in ihrer „Süd“-Ausgabe über Neckarau. Die „Neckarau-Almenhof-Nachrichten“ werden kostenlos an alle Haushalte im Bezirk verteilt. In den Stadtteilen Almenhof und Niederfeld wird die Stadtteilzeitung „Lindenhof aktuell“ an die Haushalte verteilt.

### Öffentliche Einrichtungen
Im August-Bebel-Park ist eine Filiale der Stadtbibliothek. Im Niederfeld befindet sich das Diakonissenkrankenhaus Mannheim, in das das ehemalige Heinrich-Lanz-Krankenhaus integriert wurde. Außerdem beheimatet der Stadtteil Almenhof eines von weltweit 144 Goethe-Instituten. Im sogenannten Waldorfdreieck befindet sich die Freizeitschule, ein freies Kultur- und Bildungszentrum auf der Grundlage von Anthroposophie und Waldorf-Pädagogik. Die Abteilung Neckarau der Freiwilligen Feuerwehr Mannheim ist in der Hauptfeuerwache Mannheim im Stadtteil Almenhof untergebracht.

### Bildung
- Katholischer Kappeskindergarten
- Jugendtreff im August-Bebel-Park
- Evangelischer Kindertagesstätte Funkelstern
- Evangelischer Kindertagesstätte Sonnenblume
- Evangelischer Kindertagesstätte Kinderburg
- katholischer Kindergarten St. Jakobus
- Waldorfkindergarten Gänsweide (Kindergarten und Kleinstkindbetreuung)
- Wilhelm-Wundt-Schule (Grund- und Realschule)
- Schiller-Schule (Grund- und Hauptschule)
- Moll-Gymnasium (Gymnasium)
- Johann-Sebastian-Bach-Gymnasium (privates Gymnasium)
- Freie Waldorfschule Mannheim
- SEMA-Privatschule
- Hort in der Freizeitschule (für Kinder der 1. bis 6. Klasse)
- Hans Müller-Wiedemann Schule (Behindertenschule)
- Odilienschule (Waldorf-Förderschule)
- Werkhof Mannheim (anthroposophische Förderung der Integration von Jugendlichen)

## Persönlichkeiten

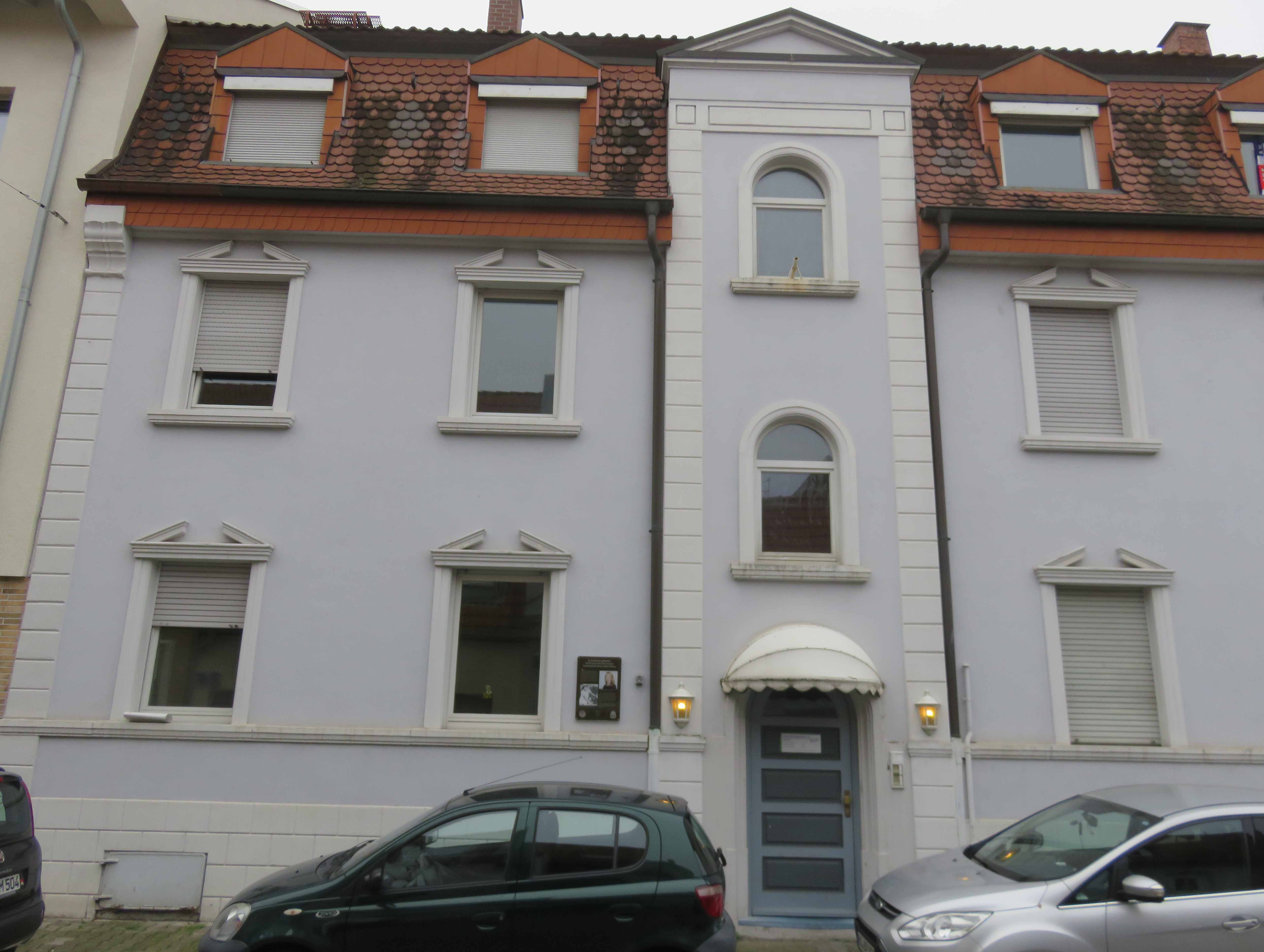
Geburtshaus (in der Geburtsklinik Altendorf-Groh) von Tennisspielerin Steffi Graf im Mannheimer Stadtteil Neckarau (2019)

- Christian Brünings (1736–1805), deutsch-niederländischer Wasserbauingenieur
- Wilhelm Wundt (1832–1920), Psychologe
- Hermann Sumpf (1882–1967), kommunistischer Politiker und Landtagsabgeordneter
- Jakob Baumann (1893–1951), Widerstandskämpfer gegen das NS-Regime
- Xaver Fuhr (1898–1973), Maler
- Erich Otto Kühn (1902–1979), von 1934 bis 1972 evangelischer Pfarrer in der Matthäuskirche, Gründer der „Neckarauer Liebeswerke“ und des Johann-Sebastian-Bach-Gymnasiums
- Benno David Frank (1905–1980), Theaterregisseur
- Anton Kurz (1906–1942), Widerstandskämpfer gegen den NS-Staat
- Gustav Seitz (1906–1969), Bildhauer und Zeichner
- Richard Wahl (1917–1997), Fußballspieler
- Fritz Balogh (1920–1951), ehemaliger Fußballnationalspieler
- Steffi Graf (* 1969), ehemalige Tennisspielerin
- Fabian Denninger (* 1981), Koch
- Christian Mildenberger (* 1984), Politiker und Lobbyist
- Uwe Gensheimer (* 1986), Handballnationalspieler
- Susanne Hartel (* 1988), Fußballspielerin
- Pascal Groß (* 1991), Fußballspieler
- Marco Terrazzino (* 1991), Fußballspieler
- Hakan Çalhanoğlu (* 1994), Fußballspieler